# Saint-Ouen-de-la-Cour
Saint-Ouen-de-la-Cour ist eine Ortschaft und eine Commune déléguée in der französischen Gemeinde Belforêt-en-Perche mit 55 Einwohnern (Stand: 1. Januar 2022) im Département Orne in der Region Normandie.
Mit Wirkung vom 1. Januar 2017 wurden bisherigen Gemeinden Le Gué-de-la-Chaîne, Eperrais, Origny-le-Butin, La Perrière, Saint-Ouen-de-la-Cour und Sérigny zu einer Commune nouvelle mit dem Namen Belforêt-en-Perche zusammengeschlossen und haben in der neuen Gemeinde den Status einer Commune déléguée. Der Verwaltungssitz befindet sich im Ort Le Gué-de-la-Chaîne. Die Gemeinde Saint-Ouen-de-la-Cour gehörte zum Arrondissement Mortagne-au-Perche und zum Kanton Ceton.

## Lage
Nachbarorte sind Eperrais im Nordwesten, Mauves-sur-Huisne im Nordosten, Perche en Nocé im Osten, Sérigny im Südosten und Saint-Martin-du-Vieux-Bellême im Südwesten.

## Bevölkerungsentwicklung
| Jahr      | 1962 | 1968 | 1975 | 1982 | 1990 | 1999 | 2008 | 2015 |
| --------- | ---- | ---- | ---- | ---- | ---- | ---- | ---- | ---- |
| Einwohner | 109  | 96   | 77   | 68   | 58   | 66   | 65   | 60   |

## Sehenswürdigkeiten

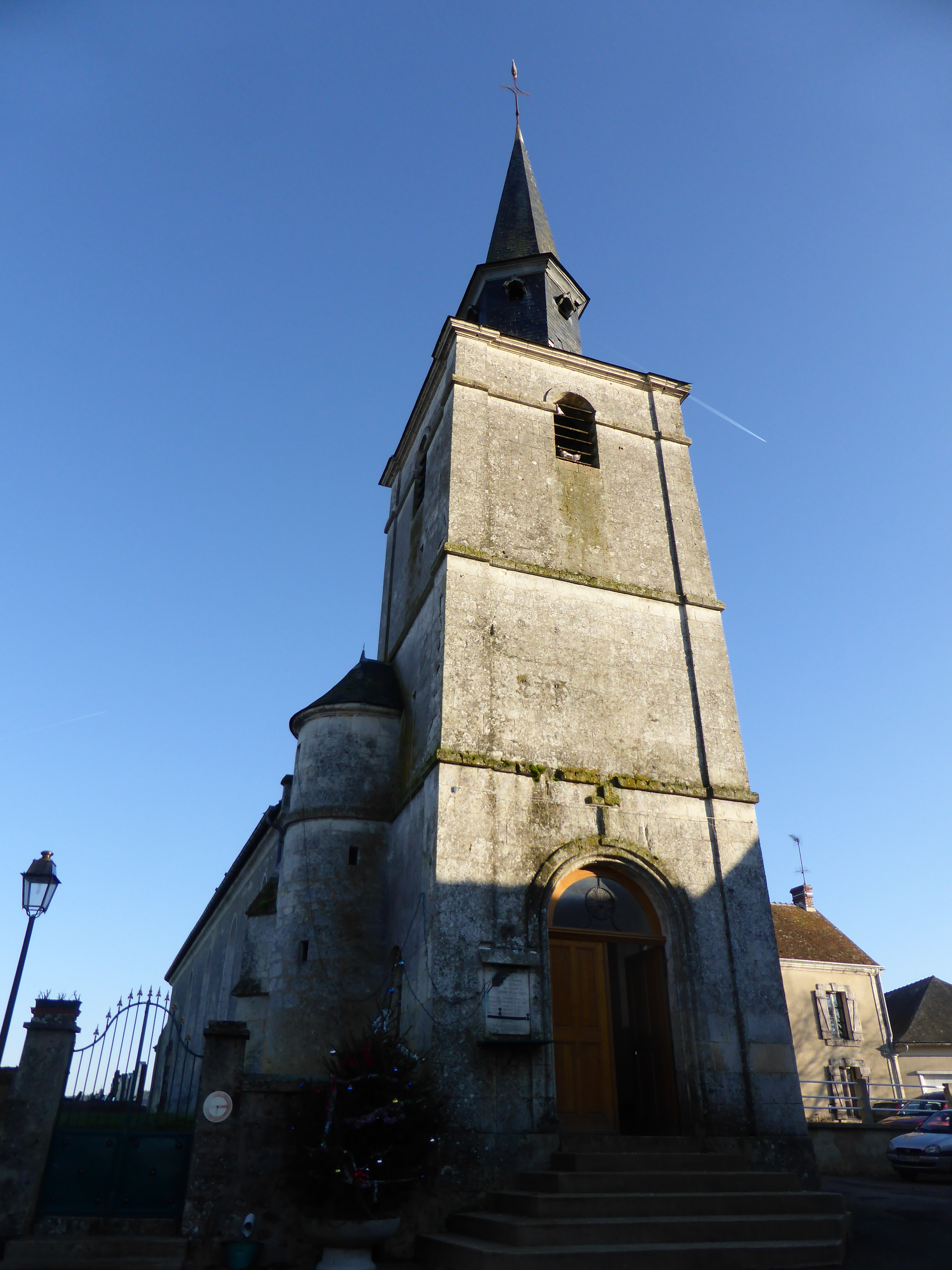
Kirche Saint-Ouen

- Kirche Saint-Ouen